# La Roche-Guyon
La Roche-Guyon é uma comuna francesa, situada no departamento de Val-d'Oise, região de Île-de-France.

## Geografia

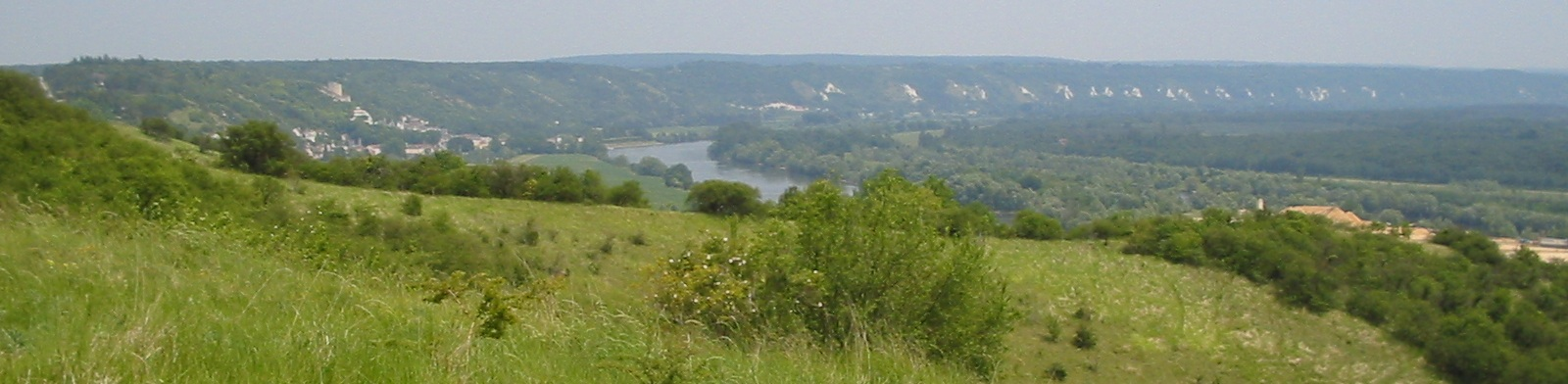
Vista de La Roche-Guyon e do vale do rio Sena

Situada a cerca de 70 km a noroeste de Paris, junto ao rio Sena, é reputada pelo seu Castelo de La Roche-Guyon com construções do século XII a XVIII.
Estende-se por uma área de 4,61 km². Em 2010 a comuna tinha 516 habitantes (densidade: 111,9 hab./km²).
Pertence à rede das As mais belas aldeias de França.

## Toponímia
O nome da localidade é atestado nas formas latinizadas Guido de Roca em 1077, Rupes Guidonis em 1138 - 1144.
Esta é uma formação toponímica medieval tardia, como indica a presença do artigo definido, composto dos elementos de oïl la Roche e Guion. Guion é um nome de pessoa no caso regime do francês antigo, tornado graficamente Guyon, o que resultou no desaparecimento da antiga pronúncia "gui-on" [giɔ̃]. A forma moderna é "Guy" e "roche" significa por extensão "castelo", daí o significado geral de "castelo de Guy".
A palavra "roche" em francês vem de um pré-latim *rocca, às vezes traduzido para o latim rupes nos documentos escritos nesta língua ou latinizado em roca, rocha ou rocca. O antropônimo Guy é de origem germânica e geralmente latinizado em Guido, às vezes em Wido, de acordo com sua etimologia germânica.

## Personalidades ligadas à comuna
- François Alexandre Frédéric, duque de Rochefoucauld-Liancourt (1747-1827), aqui nasceu.
- Joseph Kosma (1905-1969) aqui veio a falecer.